# Bobby Driscoll

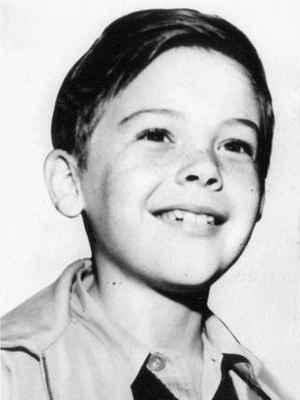
Driscoll (1946)

Robert Cletus Driscoll (* 3. März 1937 in Cedar Rapids, Iowa; † 30. März 1968 in East Village, New York) war ein US-amerikanischer Kinderstar der 1940er und 1950er Jahre. Er wirkte zwischen 1943 und 1960 in einer großen Anzahl von Kinofilmen und US-Fernsehserien mit, unter anderem in den Disney-Klassikern Die Schatzinsel (Treasure Island, 1950) und Peter Pan (1953). Nach dem Abflauen seiner Karriere zog Driscoll 1965 nach New York. Er starb vereinsamt mit 31 Jahren an den Folgen seines langjährigen Drogenkonsums.

## Leben und Karriere

### Familie und frühe Kindheit
Bobby Driscoll wurde am 3. März 1937 als Robert Cletus Driscoll in Cedar Rapids, Iowa, geboren, als einziges Kind von Cletus Driscoll, einem Handelsvertreter für Isolierungen und Isabell Kretz Driscoll, einer Lehrerin. Einige Monate nach seiner Geburt zog die Familie in das nahe Des Moines, wo sie bis Anfang 1943 blieb. Als ein Arzt Cletus riet, wegen seiner berufsbedingten Lungenbeschwerden in das mildere Kalifornien umzusiedeln, ließ sich die Familie in der Umgebung von Los Angeles nieder.

### Anfänge beim Film
Bobby Driscolls Friseur war von der Art des Jungen angetan und drängte dessen Eltern wiederholt, zu versuchen, ihn zum Film zu bringen. Der gelegentlich schauspielernde Sohn des Friseurs überredete ihn schließlich zu einem Vorsprechen bei seinem Agenten bei Metro-Goldwyn-Mayer für eine Mini-Rolle in dem Familiendrama Der Kleine Engel (Lost Angel), in dem die kleine, gerade aufstrebende Margaret O’Brien die Hauptrolle spielte. Driscoll war so überzeugend in seinem kurzen Filmdebüt, dass ihn 20th Century Fox für die Rolle des kleinen Al Sullivan, des jüngsten der fünf historischen Sullivan-Brüder, in dem Weltkriegs-Drama Fünf Helden (The Fighting Sullivans) (1944) verpflichtete.
Wegen der Natürlichkeit in seinem Spiel und seiner besonderen Begabung, in diesem Alter schon Texte und Dialoge auswendig zu lernen, wurde er bald schon als neues Wunderkind in Hollywood gefeiert und unter den großen Studios umhergereicht. Er erhielt Filmrollen etwa in Der Sonntagsgast (Sunday Dinner For A Soldier, 1944), The Big Bonanza (1944) und in der semi-historischen Komödie So Goes My Love mit Don Ameche und Myrna Loy (1946). Daneben hatte er noch eine Anzahl kleinerer Auftritte in Filmen wie Identity Unkown (1945) und Mrs. Susie Slagel's, Heute und alle Tage (From This Day Forward) und in dem Weltkriegs-Spionage-Thriller O.S.S. mit Alan Ladd in der Hauptrolle.

### Walt Disneys „Golden Boy“
Walt Disney persönlich nahm ihn 1946 für die Rolle des kleinen Johnny in Onkel Remus’ Wunderland (Song Of The South) als ersten realen Darsteller in einem Disney-Film unter Vertrag. Mit diesem Film, einer Kombination aus Realfilm und Zeichentrick, wurde Driscoll neben seiner Kinder-Partnerin Luana Patten zum neuen, von der Kritik bejubelten Kinderstar seiner Zeit. Die US-amerikanische Presse kürte die beiden zu Walt Disneys „Sweetheart Team“. Die beiden hatten mit Ein Champion zum Verlieben (So Dear To My Heart) einen weiteren großen Kinohit an der Seite des singenden Barden Burl Ives und der Leinwandlegende Beulah Bondi. Dieser Film und die erst 1949 uraufgeführte RKO-Produktion Das unheimliche Fenster (The Window), die auf dem Kriminal-Klassiker The Boy Who Cried Murder von Cornell Woolrich aus dem Jahr 1947 basiert, brachte dem Jungen im März 1950 den Oscar (Academy Juvenile Award) als bester Kinderdarsteller des Jahres 1949 ein. The Window war ein „Low-Budget-Film“, der aber dank Driscolls Darstellung des phantasiebegabten, kleinen Aufschneiders, dem niemand glauben will, dass er einen echten Mord beobachtet hatte, ein Vielfaches seiner Produktionskosten wieder einspielte.
Davor trat Driscoll in der musikalischen Eddie-Cantor-Komödie If You Knew Susie von 1948 auf, in der er auch das erste Mal neben dem früheren Kleine-Strolche-Star Margaret Kerry spielte, mit der er wenige Jahre später in Peter Pan noch einmal zusammenarbeiten sollte. Für seine Verkörperung des Jim Hawkins an der Seite der britischen Schauspiel-Legende Robert Newton in Walt Disneys 1950er Version des Robert-Louis-Stevenson-Klassikers Die Schatzinsel (Treasure Island) erhielt er einen Stern auf dem Hollywood Walk of Fame (1560 Vine Street).

### Stockende Karriere
Weitere geplante große Filmprojekte wurden nicht realisiert oder anderweitig besetzt. So hatte ihn Walt Disney als Tom Sawyer vorgesehen, doch gab es, als er im richtigen Alter für die Rolle war, Schwierigkeiten wegen der Filmrechte. Dann sollte er neben Robert Newton als Bruder Tuck, einen fiktiven Gefährten Robin Hoods, nach anderen Berichten Robin Hood als Kind (in einer Art Prolog zur eigentlichen Geschichte) in dem 1952 uraufgeführten Disney-Klassiker Robin Hood und seine tollkühnen Gesellen bzw. Robin Hood, Rebell des Königs (The Story Of Robin Hood And His Merry Men) spielen, welcher dann aber mit veränderter Besetzung und Handlung produziert wurde.
Auf der Grundlage seines zweiten Langzeit-Vertrages mit den Disney Studios konnte Driscoll 1950 an Horizon Pictures für die Doppelrolle des Josh/Danny Reed in When I Grow Up (1951) ausgeliehen werden. Neben seinen beiden Gastauftritten in Walt Disneys ersten TV Weihnachts-Shows One Hour In Wonderland 1950 und The Walt Disney Christmas Show von 1951, lieh er 1951 und 1952 Goofy Jr. in den beiden Zeichentrick-Kurzfilmen Fathers Are People und Father's Lion seine Stimme. 1952 verkörperte er „Bibi“ Bonnard, den eigentlichen Protagonisten in Richard Fleischers Mein Sohn entdeckt die Liebe (The Happy Time).
Seinen letzten großen Welterfolg hatte Driscoll schließlich an der Seite von Kathryn Beaumont (in der Rolle der Wendy Darling) als Modell und Stimme Peter Pans in dem zwischen 1949 und 1951 produzierten, aber erst im Februar 1953 uraufgeführten Disney-Film Peter Pan.
Mit der Zeit begann Bobby Driscoll nicht mehr in die Rollen zu passen, mit denen er zum Disney-Star geworden war. Ende März 1953 wurde sein letzter, 1949 mit den Disney Studios geschlossener Langzeit-Vertrag, der noch bis 1956 terminiert war, kurz nach der Uraufführung des Peter Pan vorzeitig aufgelöst. Nun losgelöst vom Kassenmagneten Disney, waren die anderen Hollywood Studios auch nicht mehr sonderlich an dem Jungen interessiert. Darüber hinaus war er in die Pubertät gekommen und hatte eine schwere Akne entwickelt, für die er ein besonderes Make-up verwenden musste, um wenigstens beim Fernsehen noch attraktive Rollen zu bekommen.
Neben seiner Arbeit auf der Leinwand und im Fernsehen wirkte Bobby Driscoll von 1948 an bis 1957 auch in einer Reihe von frühen US-Familien-Hörspielen mit, die im Januar 1951 auch eine Radio-Version der Schatzinsel und im Dezember 1953 eine Hörspiel-Fassung des Peter Pan beinhaltete. Und 1954 gewann er noch einen Milky Way Gold Star Award in einer nationalen Wahl des Parent's Magazine für seine Arbeit beim Fernsehen und beim Rundfunk.

### Persönliche Schwierigkeiten und Drogenprobleme
Seine Eltern nahmen ihn von der Hollywood Professional School, die eigens für künstlerisch hochtalentierte Kinder und Jugendliche wie ihn geschaffen worden war. Stattdessen schickten sie ihn auf die öffentliche Westwood University High School, an der sein früherer Ruhm aber mehr Hindernis als Vorteil war. Neid und Hänseleien waren fast an der Tagesordnung, und er war ständiges Ziel gehässiger Bemerkungen seiner Mitschüler. Er suchte sich schließlich Freunde auch außerhalb des Schulhofes und in den ärmeren Gegenden von Los Angeles, was ihn dann auch zu seinen ersten Experimenten mit Drogen geführt haben könnte. Später äußerte Driscoll über diese Zeit: „Die anderen Jungs akzeptierten mich nicht. Sie taten, als wäre ich gar nicht da. Ich versuchte verzweifelt, einer der Gruppe zu sein. Als sie mich ablehnten, schlug ich zurück, wurde rebellisch und eingebildet – und hatte doch die ganze Zeit nur Angst.“
Driscoll entwickelte eine Drogensucht, bis zur Einnahme von Heroin. Sein noch gut gefülltes Bankkonto erleichterte ihm dies. 1956 wurde er wegen Besitzes von Marihuana verhaftet, der Prozess aber niedergeschlagen. Driscoll brannte mit seiner jungen Freundin Marilyn Jean Rush (verschiedentlich auch falsch „Brush“ geschrieben) im Dezember 1956 nach Mexiko durch, um dort zu heiraten. Nach dreimonatigem Versteckspiel kehrten sie nach Los Angeles zurück und heirateten im frühen März 1957 noch einmal offiziell. Bobby Driscoll und Marilyn Jean Rush hatten zusammen drei Kinder.  1959 kam es zur Trennung, als seine Frau von seiner Drogensucht erfuhr; 1960 erfolgte die Scheidung.

### Letzte Rollen und Verurteilung
Driscoll versuchte, sich von seinem Image als Kinderstar zu lösen. Er benutzte nun seinen Geburtsnamen „Robert“. Seine Fernsehkarriere konnte er noch mehr oder weniger erfolgreich bis 1960 fortsetzen. In dieser Zeit schaffte er es, zwei letzte Filmrollen zu bekommen. 1955 an der Seite von Cornell Wilde in Der scharlachrote Rock (The Scarlet Coat) und 1958 neben Mark Damon und Connie Stevens in dem Low-Budget-Streifen The Party Crashers, in dem er einen Jugendlichen verkörperte, der im Kampf um Anerkennung und um seine Freundin die kriminellen Unternehmungen seines Rivalen mitmacht. Die Kritiken für diesen Film – auch ihn betreffend – fielen sehr wohlwollend aus.
Danach bekam er sein Leben immer weniger in den Griff. Weitere Begegnungen mit dem Gesetz endeten im Herbst 1961 in einer Verurteilung, die ihn in die Drogen-Klinik der staatlichen Besserungsanstalt von Kalifornien in Chino brachte. Als er im Frühjahr 1962 als gesund entlassen wurde, hätte er gerne ein Comeback versucht, wurde aber aufgrund seiner Vorstrafe als Drogenabhängiger von den Filmstudios abgelehnt. „Ich wurde auf einem seidenen Kissen getragen … und dann auf den Müll geworfen“, traf Driscoll ein verbittertes Resümee seiner Karriere.

### New York
1965, nachdem seine Bewährungszeit abgelaufen war, beschloss Robert Driscoll, nach New York zu ziehen, in der Hoffnung, am Broadway eine neue Karriere und damit ein neues Leben beginnen zu können. Doch auch hier wollte ihn niemand mehr engagieren.
Sein Ruf war ihm bereits vorausgeeilt.
In Andy Warhols sogenannter „Greenwich Village Art Community“ – The Factory – begann sich Driscoll wieder auf seine künstlerischen Talente zu besinnen, die bereits der New Art-Impressionist Wallace Berman in Los Angeles in ihm erkannt und gefördert hatte, dessen „Art Circle“ (auch bekannt als Semina Culture) er sich 1956 angeschlossen hatte. Seine Collagen und sogenannten „cardboard-mailer“ (künstlerisch gestaltete Briefumschläge) werden in heutigen Kunst-Katalogen als außergewöhnlich bis brillant gewürdigt. Einige davon sind heute im Santa Monica Museum of Art in Los Angeles ausgestellt.
1965 hatte er seinen letzten bekannten Zelluloid-Auftritt in Piero Heliczers Underground-Experimentalfilm Dirt.

### Einsamer Tod
Etwa zur Jahreswende 1967/1968 verließ Robert Driscoll Warhols Entourage und The Factory und verschwand völlig verarmt und desillusioniert in Manhattans Untergrund. Am 30. März 1968 fanden zwei spielende Jungen seine Leiche in einem verlassenen und heruntergekommenen Mietshaus in der East 10th St. in East Village. Er war an Herzversagen gestorben. Ursache war eine fortgeschrittene koronare Arterienverkalkung als Folge seines langjährigen Drogenkonsums, wie die Autopsie ergab. Es wurden weder frische Nadeleinstiche noch Drogen in seinem Körper gefunden.
Als nach der gesetzlich vorgeschriebenen Frist kein Angehöriger seinen Leichnam beanspruchte, und seine Identität zunächst nicht ermittelt werden konnte, wurde er als unbekannter Heimatloser in einem Massengrab auf New Yorks Armenfriedhof, dem sogenannten „Potter’s Field“ auf Hart Island beerdigt. Erst gegen Ende des Jahres 1969, etwa neunzehn Monate nach seinem Tod, führte ein Abgleich seiner Fingerabdrücke zu seiner Identifikation. Da Bobbys Vater im Sterben lag, hatte seine Mutter befreundete Angestellte des Disney-Konzerns um Hilfe bei der Suche nach ihrem Sohn gebeten, die ihre bestehenden Kontakte nach New York nutzten.
Bobby Driscolls früher Tod wurde in der Öffentlichkeit erst 1971/1972 durch die Wiederaufführung seines ersten Disney-Klassikers Onkel Remus’ Wunderland bekannt, als Reporter nach dem Verbleib der Hauptdarsteller fahndeten.
In einem Interview mit der Mutter erfuhren sie die Umstände seines Todes. Driscolls sterbliche Überreste ruhen bis heute auf Hart Island. Sein Name ist auf dem Grabstein seines Vaters verzeichnet worden, ein sogenanntes Kenotaph.

## Künstlerisches Werk

### Filmografie

#### Film
- 1943: Der verlorene Engel (Lost Angel)
- 1944: Fünf Helden (The Fighting Sullivans)
- 1944: Der Sonntagsgast (Sunday Dinner For A Soldier)
- 1944: The Big Bonanza
- 1945: Identity Unknown
- 1946: Mrs. Susie Slagel's
- 1946: O.S.S.
- 1946: Heute und alle Tage (From This Day Forward)
- 1946: So Goes My Love (UK-Titel: A Genius In The Family)
- 1946: Onkel Remus’ Wunderland (Song of the South)
- 1947: If You Knew Susie
- 1948: Musik, Tanz und Rhythmus (Melody Time)
- 1948: Ein Champion zum Verlieben (So Dear To My Heart)
- 1949: Das unheimliche Fenster (The Window)
- 1950: Die Schatzinsel (Treasure Island)
- 1951: When I Grow Up
- 1952: Mein Sohn entdeckt die Liebe (The Happy Time)
- 1953: Peter Pan
- 1955: Der scharlachrote Rock (The Scarlet Coat)
- 1958: The Party Crashers
- 1965: Dirt

#### Fernsehen
- 1951: The Lux Video Theatre – Episode: Tin Badge
- 1952: The Unexpected – Episode: Some Day They Will Give Us Guns
- 1952: Schlitz Playhouse of Stars – Episode: Early Space Conquerors
- 1953: Dragnet – Episode: The Big Sophomore
- 1954: Medic – Episode: Laughter Is A Boy
- 1954: Big Town – Episode: Juvenile Crime Pack
- 1954: A Letter To Loretta – Episode: Big Jim
- 1954: Fireside Theatre – Episode: His Fathers Keeper
- 1955: Fireside Theatre – The Double Life Of Barney Peters
- 1955: The Crown Theatre with Gloria Swanson – Episode: The Best Years
- 1955: The Front Row Center – Episode: Ah, Wilderness
- 1955: Schlitz Playhouse of Stars – Episode: Too Late To Run
- 1955: Screen Directors Playhouse – Day Is Done
- 1955: Navy Log – Navy Corpsman
- 1955: TV Readers Digest – Episode: A Matter Of Life Or Death
- 1956: Crusader – Episode: Fear
- 1956: Climax – Episode: The Secret Of River Lane
- 1956: The Ford Television Center – Episode: Try Me For Size
- 1956: Studio One – Episode: I Do
- 1956: TV Readers Digest – Episode: No Horse, No Wife, No Moustache
- 1956: TV Readers Digest – Episode: The Smuggler
- 1956: Jane Wyman Presents The Fireside Theatre – Episode: Dirty Face
- 1956: Zane Grey Theatre – Episode: Death Watch
- 1957: M Squad – Episode: Pete Loves Mary
- 1958: Men Of Anapolis – Episode: The Irwin Allen Story
- 1958: Frontier Justice – Episode: Death Watch
- 1958: The Millionaire – Episode; The Norman Conover Story
- 1959: Rawhide – Episode: The Incident Of Fear In The Streets
- 1960: The Chevy Mystery Show – Episode: The Summer Hero
- 1960: The Best Of The Post – Episode: A Cop Without A Badge
- 1960: The Brothers Branaghan – Episode: The Twisted Root

### Rundfunk (Auswahl)
- 1946: Song Of The South – Promo-Interview (mit Bobby Driscoll und Luana Patten, vorgestellt von Johnny Mercer)
- 1946: Song Of The South – Promo-Interview (Luana Patten, Walt Disney und James Baskett, vorgestellt von Johnny Mercer)
- 1948: Family Theater – As The Twig is Bent
- 1948: Family Theatre – The Future is Yours
- 1948: Family Theatre – Jamie And The Promise
- 1948: Family Theater – A Daddy For Christmas
- 1950: Family Theater – Mahoney’s Lucky Day
- 1950: Halmark Playhouse - Knee Pants
- 1950: Movietown Radio Theater – The Throwback
- 1951: Lux Theater – Die Schatzinsel (Treasure Island)
- 1951: Cavalcade of America – The Day They Gave Babies Away
- 1953: Family Theater – The Courtship Of John Dennis
- 1953: Lux Theatre – Peter Pan
- 1955: Family Theater – The Penalty
- 1956: Family Theatre – Fair Exchange
- 1957: Family Theatre – A Shot In The Dark

### Bühnen- und Sonderauftritte
Bühne
- 1954: The Boy With A Cart
- 1954: Pasadena Playhouse – Ah, Wilderness
- 1957: Players Ring Theatre – Girls Of Summer

Sonderauftritte
- 1950: Back To Shool Show
- 1950: One Hour In Wonderland (Walt Disneys allererste TV-Weihnachtsshow, vorgestellt von ihm selbst und Kathryn Beaumont, das Modell und die Stimme von Alice In Wonderland, 1951, und Wendy Darling in Peter Pan, 1953)
- 1951: The Ken Murray Show (als Gast und in einer nachgespielten Szene aus Treasure Island / Die Schatzinsel)
- 1951: The Walt Disney Christmas Show (Walt Disneys zweite TV-Weihnachtsshow mit Bobby Driscoll und Kathryn Beaumont als Peter Pan und Wendy Darling – tatsächlich begannen die Live-action-Arbeiten für diesen Film bereits Mitte 1951.)
- 1953: The 25th Annual Academy Award Show (die allererste US-Fernsehübertragung der jährlichen Oscar-Verleihung am 19. März, vorgestellt von Bob Hope)
- 1955: The Disneyland Opening Day, am 17. Juli (kurz interviewt von Bob Cummings)